# Lachlan Tame
Lachlan Tame (Gosford, 14 novembre 1988) è un canoista australiano, vincitore della medaglia di bronzo nel K2 1000 m ai Giochi olimpici di Rio de Janeiro 2016 in coppia con Ken Wallace.

## Palmarès
- Olimpiadi

Rio de Janeiro 2016: bronzo nel K2 1000m.
- Mondiali

Mosca 2014: argento nel K2 1000m.
Milano 2015: oro nel K2 500m e argento nel K2 1000m.